# Primer Triunvirato (Antigua Roma)

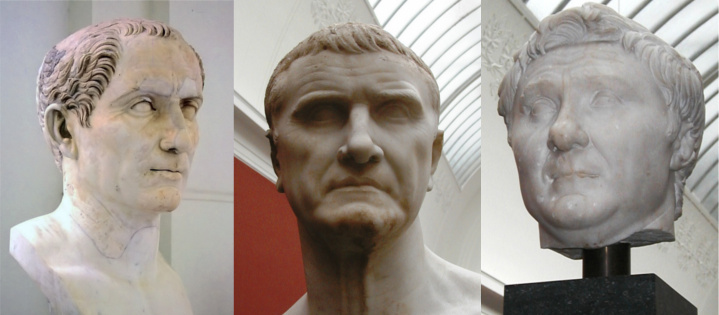
Bustos de Julio César, Craso y Pompeyo

El Primer Triunvirato es el nombre dado por los historiadores a la alianza política no oficial que formaron Cneo Pompeyo Magno, Cayo Julio César y Marco Licinio Craso, duró desde el 60 a. C. hasta el 53 a. C.
Siendo cónsules en el 70 a. C., el caudillo Pompeyo y el general Craso abolieron la constitución aristocrática del dictador Lucio Cornelio Sila. Pompeyo había ganado fama por combatir a los piratas en el Mediterráneo, al igual que a unos insurrectos en el Asia Menor. Por su parte, Craso, que combatió la insurrección de los esclavos dirigida por Espartaco, conocida como tercera guerra servil, tenía especial interés en acabar con esta ya que su principal fuente de ingresos era la trata de esclavos. Craso y Pompeyo regresaron triunfantes a Roma y se unieron a Cayo Julio César, que en aquel momento no tenía tanto poder como los primeros, por lo que se ofreció a comportarse como la parte reconciliadora.
La alianza secreta entre estos tres generales fue descubierta cuando la Ley Agraria de Julio César fue bloqueada por el Senado romano, y Craso y Pompeyo tuvieron que utilizar su influencia públicamente para lograr su aprobación. Después, los triunviros lograron hacer que Publio Clodio Pulcro fuera electo Tribuno del Pueblo, neutralizando el poder que los conservadores Marco Porcio Catón (Catón el Joven) y Marco Tulio Cicerón tenían en el Senado.[cita requerida]
Tiempo después Craso parte a gobernar la provincia romana de Siria, pero muere en la batalla de Carrhae. Julio César marcha a la Galia y Pompeyo se queda en Roma, donde es atraído al bando conservador senatorial, que le convence de la necesidad de eliminar a Julio César para salvar la República romana, ya que creen que César usará su poder para hacerse coronar rey. La victoria romana en la guerra de las Galias. brinda gran simpatía del pueblo romano hacia Julio César, por lo que el Senado, temeroso de que este se apropie definitivamente del poder, presiona a Pompeyo para que le ordene regresar a Roma sin su ejército. Julio César se da cuenta de que una vez en Roma, probablemente sería juzgado y procesado por los delitos que le achacaban los optimates: Llevar a término guerras sin el permiso del Senado y reclutar más legiones de las permitidas, y después de que las negociaciones con Pompeyo fracasasen, decide que los acontecimientos se decidiesen por el uso de la fuerza, cruzando el Rubicón con la XIII legión y sus tropas auxiliares pasó el  río, que marcaba el límite entre su provincia e Italia., iniciando la segunda guerra civil.
Tras una larga guerra civil, César derrotaría a Pompeyo en la batalla de Farsalia y este sería asesinado por esbirros del faraón de Egipto. Tras derrotar nuevamente a los optimates en las batallas de Tapso y Munda, César quedó sin rivales políticos que le hicieran frente.
Una vez terminada la guerra con la victoria cesariana, Julio César convierte el Senado en una asamblea meramente consultiva e impone un nuevo orden a la antigua administración republicana. Sin embargo, el bando senatorial no se da por vencido y le asesinan en el 44 a. C., siendo muchos de los cabecillas de este complot, senadores que habían sido perdonados por César durante la guerra contra Pompeyo.
El vacío de poder creado por la repentina muerte del triunviro vencedor motiva a la creación del Segundo Triunvirato, que enterraría definitivamente al bando optimate y a la República romana.